# Волуяк (гора)
Волуяк (серб. Волујак) — гора на границе Черногории и Боснии и Герцеговины на территорий Республики Сербской. Её высота составляет 2 336 метров над уровнем моря. Гора является частью массива Маглич. Гора находится в междуречье Сутьески, Дрины, Пивы и Врбницы. На высоте 1 660 метров находится Волуячское озеро ледникового происхождения.
У подножия горы проходит трасса Фоча—Гацко.